# Антонов, Павел Тихонович
Па́вел Ти́хонович Анто́нов (1904—1980) — участник освоения целинных и залежных земель Казахстана, Герой Социалистического Труда (1957).
Член КПСС. Первый секретарь Иртышского (1944—1948), Бескарагайского (1948—1952), Цюрупинского (ныне Щербактинского) (1952—1961) райкомов Компартии Казахстана.

## Биография
Родился 20 декабря 1904 года в селе Рябчи Брянского уезда Орловской губернии (ныне Дубровского района Брянской области) в семье крестьянина-середняка.
Учился в школе села Рябчи, хорошо помнил особенно тяжелые и голодные 1918—1919 годы. В 1919 году начал трудовую деятельность рабочим в Дубровском совхозе, затем — рабочим на Белогривском лесопильном заводе.
В 1929 году был избран секретарём заводской партийной ячейки. Жуковский райком партии направил молодого активиста на учёбу в Смоленск, в Западный комвуз имени Молотова. Через два года учёбы его вместе с другими выпускниками по путёвке ЦК ВКП(б) направили в Казахстан, в распоряжение Актюбинского оргбюро. Стал председателем колхоза имени «Трёх расстрелянных».
Как способного организатора, Павла Тихоновича направили на должность секретаря парткома Джаркульской МТС, затем он работал заведующим отделом культурно-массовой работы Фёдоровского райкома партии, и позже — первым секретарём Камышинского райкома партии Кустанайской области.
Награждён орденом Трудового Красного Знамени (05.11.1940) «в связи с 20-летним юбилеем Казахской ССР, за достижения в развитии промышленности, сельского хозяйства, науки и искусства».
В августе 1943 года приехал в Павлодарскую область, его избрали первым секретарём Иртышского райкома партии. В 1949 году стал первым секретарём Бескарагайского райкома партии. Здесь он проработал немногим больше трех лет, после чего его направили первым секретарём райкома в Цюрупинский (ныне Щербактинский) район. За досрочное выполнение плана хлебозаготовок в 1956 году району вручили Красное знамя ЦК Компартии Казахстана и Совета Министров Казахской ССР.
Указом Президиума Верховного Совета СССР от 11 января 1957 года за особо выдающиеся успехи, достигнутые в работе по освоению целинных и залежных земель, и получение высокого урожая удостоен звания Героя Социалистического Труда с вручением ордена Ленина и золотой медали «Серп и Молот».
Воспитал вместе с женой Елизаветой Николаевной троих детей. После выхода на пенсию переехал в Павлодар. Здесь он и умер 1 октября 1980 года.

## Память
Именем Павла Тихоновича щербактинцы назвали одну из центральных улиц райцентра.
Документы П. Т. Антонова вошли в созданную в Государственном архиве Павлодарской области Коллекцию дел и документов Героев Социалистического Труда.